# Matthias Georg Pfann
Matthias Georg Pfann (* 3. Oktober 1719 in Bruck bei Erlangen; † 16. Juni 1762) war ein deutscher Mediziner.

## Leben
Matthias Georg Pfann war ein Sohn des in Bruck bei Erlangen tätigen Arztes Georg Pfann. Er kam 1731 in die dritte Klasse des Gymnasiums Aegidianum in Nürnberg, bildete sich an diesem Institut bis 1735 unter den Lehrern Spörl, Wülfer, Röder und Münz  aus und studierte dann von 1736 bis 1738 Medizin in Jena. Dort hörte er die  Vorlesungen mehrerer Professoren; so unterrichtete ihn Köhler im Naturrecht, Stellwag in der Logik, dann Reusch in der Metaphysik, Hamberger in der Physik, Mathematik und der Einführung in die Arzneikunde, Wedel in der medizinischen Praxis, Teichmeyer in der Osteologie, Anatomie und Botanik, sowie Hilscher über den Boerhaavschen Lehrbegriff.
Zur Fortsetzung seiner Studien ging Pfann um Pfingsten 1739 nach Altdorf, studierte dort noch einige Zeit unter Jantke, Weiß und Kirsten und disputierte am 12. Oktober 1739 für die Lizenziatenwürde in der Arzneikunde. Anschließend ging er zu seinem Vater nach Bruck, übte sich bei diesem in der Praxis und übernahm auch dessen weitläufige Korrespondenz. Im März 1740 begab er sich nach Straßburg, wo er im Sommer Böcklers botanische Vorlesungen besuchte, sich als Geburtshelfer unter Sachs ausbildete, und damit den Unterricht Hommels in der Osteologie und Eisenmanns in der Anatomie verband. In den chirurgischen Operationen übte sich unter Le Riches Leitung. Er blieb noch den Winter 1740/41 in Straßburg, während er am 29. Juni 1740 von Altdorf aus in seiner Abwesenheit die medizinische Doktorwürde erhalten hatte. Seine Inauguraldissertation hatte er unter dem Titel De usu venae sectionis in rarefactione massae sanguineae nimia (Altdorf 1739) verfasst.
Im Mai 1741 wollte Pfann noch nach Paris reisen. Wegen des Ausbruchs von Kriegsunruhen und einer sich zugezogenen Krankheit, von der er sich nur langsam erholte, musste er aber auf Verlangen seiner besorgten Eltern Straßburg verlassen und, nachdem er noch Molsheim, Colmar und andere Städte des Oberelsass besucht hatte, seinen Rückweg über Lauterbourg, Landau, Speyer, Mannheim und Darmstadt nach Frankfurt am Main antreten. Von da machte er noch eine Studienreise über Höchst nach Wiesbaden, Schwalbach, Selters und Schlangenbad, an welchen Orten er medizinische Anstalten und Bäder besah. Er kam dann über Bielerich und Mainz nach Frankfurt zurück, wo er ebenso wie zuvor in Mainz bedeutende Sehenswürdigkeiten besichtigte und Bekanntschaften mit Gelehrten machte, u. a. mit einem geschickten Operateur namens Allmacher. Mit diesem ging er über Hanau, Aschaffenburg, Würzburg und Kitzingen nach Nürnberg, wo sie im August 1741 ankamen, von da aber in seinen Geburtsort Bruck zurück.
Pfann war entschlossen, in dem damaligen Kriege eine Stelle als Feldarzt anzunehmen. Doch gab er diese Idee wieder auf, als er 1743 einen Ruf nach Erlangen erhielt. Er wurde dritter Professor der Medizin an der dortigen neuerrichteten Universität und erlangte als Lehrer und praktischer Arzt bald Berühmtheit. Deshalb holte der Graf Franz Erwin von Schönborn öfters in Krankheitsfällen Pfanns Rat ein, ebenso im Juli 1750 der Fürstbischof von Bamberg, Johann Philipp Anton, bei einer mineralischen Wasserkur im Lustschloss Marquardsburg.  Um die Güter und die Praxis seines in Bruck verstorbenen Vaters übernehmen zu können, ersuchte Pfann im September 1750 um Entlassung von seiner Professur, die ihm gewährt wurde. Verschiedene Umstände bewogen ihn jedoch später, nicht nach Bruck zu gehen. Mit dem Charakter eines fürstlich-brandenburgischen Rats blieb er als praktischer Arzt in Erlangen. Am 20. Juni 1751 wurde er mit dem akademischen Beinamen Polyaenus II. zum Mitglied (Matrikel-Nr. 571) der Leopoldina gewählt. 1752 wurde er Physikus beim in Erlangen stationierten Garnisonsbataillon und am 21. Februar 1754 wirklicher Militärphysikus mit dem Hofratscharakter. Am 1. Dezember 1760 wurde ihm wieder die medizinische Professur an der Universität übertragen. Er hielt jedoch keine Vorlesungen mehr, weil der Professor Delius ihm nicht seine ehemalige Stelle in der Fakultät einräumte, sondern den Vorrang behauptete. Am 16. Juni 1762 starb er im Alter von 42 Jahren.

## Schriften
Als Schriftsteller machte sich Pfann vor allem bekannt durch seine Sammlung merkwürdiger Fälle, die teils in die gerichtliche, teils in die praktische Medizin einschlagen, nebst einigen, aus physikalischen und anderen medizinischen Materien bestehenden Zugaben, und einer Vorrede, wie sich angehende Physici, Practici und Wundärzte bei Abfassung der Wund-, Sektions- und Krankheitsberichte zu verhalten haben (Nürnberg 1750). Seine Merkwürdige Nachricht von zwei durch die giftigen Dämpfe der Holzkohlen verunglückten Weibspersonen (Erlangen 1757) wurde auch 1761 unter dem Titel De perniciosissimo prunarum vapore ins Lateinische übersetzt. Mehrere lesenswerte Aufsätze teilte Pfann in den Erlanger gelehrten Anzeigen mit:
- Unparteiische Prüfung, ob und was für medizinische Kräfte die Edelsteine besitzen, 1744, Nr. 36, S. 285–288 und Nr. 37, S. 291–294.
- Gedanken über die Wirkungen des Specifici cephalici Michaelis, oder das Dr. Michaels Hauptpulver, 1744, Nr. 39, S. 309–312; Nr. 40, S. 318–320; Nr. 42, S. 333–336; Nr. 44, S. 348–352.
- Entwurf einiger Regeln, wie man sich bei Abfassung der Sektionsberichte zu verhalten, 1746. Nr. 26, S. 201–204.
- Medizinisches Bedenken über einen beschuldigten Kindermord, 1746, S. 205–208.
- Merkwürdige Heilung eines neunjährigen Darmbruchs, 1746, Nr. 33, S. 157–161.
- Gegründetes Gutachten über eine zufälligerweise tödlich gewordene Hauptwunde, 1746, Nr. 34, S. 165–172.
- Nachrichten von gelehrten Sozietäten überhaupt, und besonders von dem Ursprung, der Einrichtung und den übrigen Bemühungen der naturforschenden Gesellschaft zu Danzig, 1749, Nr. 17–23.
- Von der Notwendigkeit des Aderlassens im Frühling, 1749, S. 23.
- Nachricht, wie man den gebräuchlichsten Gattungen vom Gifte widerstehen und sie entdecken könne, 1749, Nr. 22, S. 169–176.